# نادي الشباب (عمان)
نادي الشباب هو نادي رياضي عماني يقع مقره في ولاية بركاء. يلعب الفريق حالياً في دوري عمانتل، أعلى درجة في كرة القدم العمانية.

## الإشهار
أُشهر النادي بتاريخ 29 أبريل 2003م بعد اندماج ناديي بركاء والمعاول تحت مسمى نادي الشباب، يساهم النادي في تفعيل الأنشطة والمناشط الرياضية من خلال المشاركة في مختلف الفعاليات والأنشطة الرياضية والاجتماعية والثقافية ويشارك في مختلف مسابقات وبرامج الاتحادات الرياضية وكذلك في برامج وفعاليات وزارة الشؤون الرياضية ك مسابقة الأندية للإبداع الشبابي وبرنامج صيف الرياضة وشجع فريقك وبرنامج شبابي وبرنامج معسكرات شباب الأندية وغيرها من الفعاليات الرياضية.

## إنجازات
كأس السلطان لكرة القدم
- البطل (1): موسم (2024-2025).